# هیمین شینبون

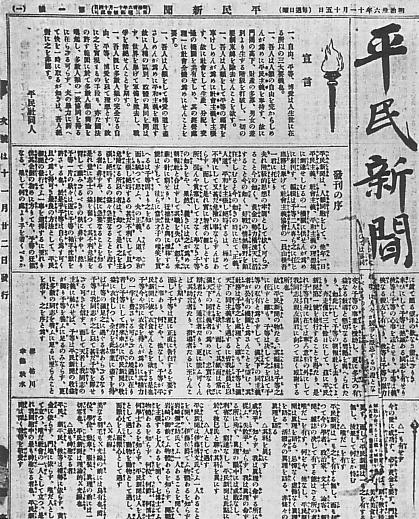

هیمین شینبون (به ژاپنی: 平民新聞, Heimin Shinbun) یک روزنامه سوسیالیستی و جنبش ضد جنگ بود که در نوامبر ۱۹۰۳ در ژاپن تأسیس شد، به عنوان روزنامه «گروه هیمین شا». این روزنامه توسط کوتوکو شوسوی و ساکای توشیهیکو تأسیس شد، این روزنامه پاسخی به صلح‌جویی در زمان نزدیک شدن جنگ روسیه و ژاپن بود.